# 土井肇
土井 肇（どい はじめ、1943年8月23日 - ）は、日本の実業家、馬主。
愛知県名古屋市に本社を置く証券業の大万証券株式会社の取締役会長を務める。

## 経歴
1943年、愛知県出身。1966年3月に甲南大学卒業後、土井商事株式会社に入社し取締役、1967年3月に系列会社の大万証券株式会社社長就任。1975年1月に大万証券社長を辞任し土井商事副社長、1979年11月に大万証券会長、1982年に土井商事社長に就任。2000年7月、大万証券の岡崎支店における損失補填に係る不祥事の発生に伴い社長の近藤忠が引責辞任したため土井が社長に復帰。2001年6月、社長後任に駒田博明の昇格を決定し土井は再度会長へ就任した。

## 馬主活動

土井の勝負服

日本中央競馬会（JRA）に登録している馬主としても知られる。勝負服の柄は水色、袖赤三本輪、冠名には「ヤマニン」を用いる。1993年に父の土井宏二が死去した際にはヤマニンゼファーなどの所有馬と服色を引き継いでいる。

## 主な所有馬

### GI級競走優勝馬
- ヤマニンゼファー[注釈 1]（1993年天皇賞・秋）
- ヤマニンシュクル（2003年阪神ジュベナイルフィリーズ）
- ヤマニンアンプリメ（2019年クラスターカップ、JBCレディスクラシック、北海道スプリントカップ）

### 重賞競走優勝馬
- ヤマニンフォックス[注釈 2]（1994年中日新聞杯）
- ヤマニンアクロ（1999年共同通信杯4歳ステークス）
- ヤマニンセラフィム（2002年京成杯）
- ヤマニンアラバスタ（2005年新潟記念、府中牝馬ステークス、2006年中山牝馬ステークス）
- ヤマニンキングリー（2008年中日新聞杯、2009年札幌記念、2011年シリウスステークス）
- ヤマニンメルベイユ（2008年クイーンステークス、中山牝馬ステークス）
- ヤマニンサルバム（2023年中日新聞杯、2024年新潟大賞典）
- ヤマニンウルス（2024年プロキオンステークス、2025年東海ステークス）
- ヤマニンアルリフラ（2025年北九州記念）
- ヤマニンチェルキ（2025年北海道スプリントカップ）

### その他の所有馬
- ヤマニングローバル[注釈 3]

### 土井薫の所有馬
勝負服の柄は水色、赤二本輪、水色袖で、1987年に土井雄二より引き継ぐ。2021年3月にヤマニンラッセルの登録を抹消されたのを最後に現役所有馬がいなくなった。
重賞競走優勝馬
- ヤマニンミラクル（1991年京成杯3歳ステークス）
- ヤマニンシアトル（1991年愛知杯）
- ヤマニンアビリティ（1993年京成杯3歳ステークス）
- ヤマニンリスペクト（2002年函館記念）

その他の所有馬
- ヤマニンバイタル